# 四塊魮
四塊魮（学名：Barbus quadripunctatus）為輻鰭魚綱鯉形目鯉科的其中一個種。該物種於1896年由Georg Johann Pfeffer描述及命名，分布於非洲坦尚尼亞Kingani河流域，體長可達3.5公分。

## 扩展阅读
維基物種上的相關：四塊魮